# Ljeljenča
Ljeljenča (cyr. Љељенча) – wieś w Bośni i Hercegowinie, w Republice Serbskiej, w mieście Bijeljina. W 2013 roku liczyła 913 mieszkańców.